# 김광석 (배우)
김광석(金光錫, 1961년 9월 3일 ~ )은 대한민국의 배우이다.

## 출연작

### 영화
- 1990년 《동춘별곡》
- 1994년 《지역구》 ... 칼치 역
- 1996년 《정글 스토리》
- 1996년 《카리스마》 ... 홍수찬 역
- 1999년 《쉬리》 ... 죄수 역
- 2001년 《건달본색》 ... 용곤 역
- 2002년 《싸을아비》